# Weekly Idol
```

```

Weekly Idol (em coreano: 주간 아이돌) é um programa de variedades sul-coreano, que vai ao ar às 18:00 horas toda terça-feira pelo canal de TV a cabo MBC Every 1. O programa é apresentado atualmente por Hwang Kwang-hee e Eunhyuk.
No dia 19 de novembro de 2015, um representante da FNC Entertainment informou que Jeong Hyeong Don havia sido hospitalizado devido a problemas de transtorno de ansiedade e assim precisou se afastar para a recuperação do mesmo. Hani do EXID e Heechul do Super Junior tornaram-se os novos MCs do Weekly Idol até Jeong Hyeong Don retornar ao programa em outubro de 2016.
Em Março de 2018, foi confirmada a saída dos apresentadores do programa e que o mesmo passaria por reformulações. No dia 27 de março foram confirmados 3 novos MC's, sendo eles o rapper e compositor Lee Sangmin, o comediante Yoo Seyoon e a apresentadora Kim Sinyoung. Eles podem ser vistos no comando do programa a partir do episódio 349.

## Programa e quadros
O show é composto por vários segmentos, um dos quais é chamado de "Real Chart! Idol Self-Ranking", onde os ídolos são convidados a classificar-se mutuamente sobre diferentes temas e os resultados são então apresentados.
- "Idol of the Week"', o segundo segmento, por outro lado, apresenta grupos idols como os convidados. O primeiro grupo idol que gravou um episódio e aparecem no segmento foi o INFINITE. Este segmento geralmente consiste de vários jogos em destaque:
- "Random Play Dance" - A produção toca algumas das músicas que tinham sido promovidas pelos convidados. A música geralmente é cortada em um ponto aleatório e muda para uma outra música, enquanto os convidados devem dançar com a coreografia adequada para cada canção.
- "Profile Verification" - Os apresentadores (Hyung Don e Defconn) apresentam o perfil, informações, fatos e boatos sobre o convidado que são preparados pela equipe em um cartão do perfil. Os ídolos precisam verificar, ou até mesmo, revelar informações aos MCs.
- "Win Against Idol" - Os convidados jogam um jogo junto aos apresentadores. O lado vencedor receberá o prêmio especial e lado perdedor (geralmente os convidados) recebem um castigo físico dos vencedores.
- "Grill Idol" - Um quadro especial onde os convidados devem responder corretamente as perguntas dos apresentadores que aparecem em um painel. Só depois de os convidados responderem as perguntas corretamente, eles podem comer os pedaços grelhados de carne Hanwoo que são preparados pela equipe. Jung Ilhoon (BtoB) freqüentemente aparece como um apresentador especial para este quadro desde Novembro de 2012.
- "DoniConi Idol Call Center" - Um Call Center especial é preparado uma semana antes da gravação e os fãs podem ligar e deixar uma mensagem  para o ídolo pessoalmente para que seja escolhida e mostrada ao ídolo.
- "99 Seconds Challenge" - Os convidados precisam completar determinada missão em exatos 99 segundos. Se eles falharem, a punição vai de acordo com o que o idol escreveu em um papel, anteriormente. Este novo segmento começou em 2015 no episódio 205 com o Teen Top.
- "Idols are the Best" - Várias missões são dadas aos quatro ídolos participantes do quadro, Jackson (GOT7), Jooheon (Monsta X), SinB (GFriend) e Dahyun (Twice).

Durante estes quadros, a conversa é normalmente realizada sem muita formalidade, dando uma chance para os anfitriões mostrarem o lado bem-humorado sobre os ídolos, ou, inversamente, os ídolos podem brincar com falta de aptidão física dos anfitriões, participando do modo engraçado e dando continuidade ao show com os anfitriões. No último episódio do ano o  "Weekly Idol Award", é realizado desde de 31 de dezembro de 2011. Neste episódio, o anfitrião normalmente relembra os acontecimentos e os convidados do ano que se encerra comparecem ao programa.

## Apresentadores

### Atualmente
• Eunhyuk (Super Junior) (Episode 456-present)
• Hwang Kwang-hee (ZE:A) (Episode 389–present)

## Apresentadores passados
- Lee Sangmin
- Yoo Se Yoon
- Kim Sin Young
- Jeong Hyeong Don (Episódio 1 – Episódio 226) – (Episódio 271 – 348)[5]
- Defconn (23 de julho de 2011 - 28 de março de 2018)
- Hani (EXID) (Episódio 245 - 270)
- Heechul (Super Junior) (Episódio 245 - 270)

Nota: Em algumas ocasiões, Jeong Hyeong Don e Defconn apareceram como convidados especiais ("Hyungdon e Daejun") e o programa sendo apresentado por outros vários hosts convidados, como por exemplo as cantoras Hyolyn e Soyou do girl-group Sistar no episódio 45 e por Sunggyu e Hoya do INFINITE no episódio 64.

### Idols are the Best
Idols are the Best é um novo quadro do Weekly Idol com membros fixos e foi introduzido após atualizações na lineup do programa em 2016.
- Jackson (GOT7) (Ep. 246 - presente)[6]
- Jooheon (Monsta X) (Ep. 246 - presente)
- Dahyun (TWICE) (Ep. 246 - presente)
- SinB (GFriend) (Ep. 249 - presente)

### MCs Especiais
- Jung Ilhoon (BtoB) 2012-2015 (Eps. 70, 72, 74, 77, 80-81, 83-85, 87-88, 91, 95-99, 102, 104-107, 109-114, 117-141 , 143-150, 152-154, 159-168, 170-175, 178-184, 189-191, 194-199, 202-206)
- Yoon Bomi (A Pink) 2013-2015 (Eps. 104-107, 109-129, 132-139, 143-150, 152-155, 158-162, 164-168, 170-171, 173-183, 186, 188- 199, 202, 204-206, 244)
- Hayoung (A Pink) 2015-Presente (Eps. 155, 158, 176-177, 186, 188, 214-216, 219-220, 222-223, 225, 227-228, 231-235, 237, 239-)
- N (VIXX) 2015-Presente (Eps. 214-216, 219, 222-223, 227-228, 231-235, 237, 239-)
- Mina (AOA) 2015-Presente (Eps. 214-216, 219-220, 222-223, 225, 231-235, 237)

### Convidados/Apresentadores
- Namjoo (Apink) (Ep.115-116)
- Sungjae (BtoB) (Ep.130-131)
- Eunkwang (BtoB) (Ep.163, Ep.172, Ep.184)
- Sung-kyu e Hoya (Infinite) (Ep.64)
- Haha (Ep.45)
- Hyolyn e Soyou (Sistar) (Ep.45)
- Lizzy (After School) (Ep.52-53)
- Sohyun (4Minute) (Ep.75, Ep.84)
- Jimin (AOA) (Ep.140-141)
- Hyuk (VIXX) (Ep. 220)
- Shin Hye-jeong (Ep. 239-240)

### MCs de assistência
Devido á pausa de Jeong Hyeong Don das atividades de transmissão começando a partir do episódio 227, um sistema foi introduzido em que ídolos apresentariam o programa no lugar do Jeong Hyeong Don, e esses k-ídols irão se revezar até que o mesmo retorne.
- Sungkyu (INFINITE) (Ep 227-228)
- Heechul (Super Junior) (Ep. 229-230, 245-261)
- Bomi (Apink) (Ep. 231, 243-244)
- Sunny (Girls Generation) (Ep. 232-233)
- Leeteuk (Super Junior) (Ep.234-235)
- Yonghwa (CNBLUE) (Ep. 236-238)
- Andy (Shinhwa) (Ep. 237)
- Doojoon (Highlight) (Ep.239-240)
- K.Will (Ep. 241-242)
- Hani (EXID) (Ep. 245-261)

## Lista de Episódios

### 2011
| Episódio | Data de Transmissão    | Convidados     | Notas                               |
| -------- | ---------------------- | -------------- | ----------------------------------- |
| 1        | 23 de julho de 2011    | -              | Primeiro Episódio                   |
| 2        | 30 de julho de 2011    | -              | Primeiro Episódio                   |
| 3        | 6 de agosto de 2011    | -              | Primeiro Episódio                   |
| 4        | 13 de agosto de 2011   | INFINITE       | Primeiro "Idol of the Week"         |
| 5        | 20 de agosto de 2011   | MBLAQ          |                                     |
| 6        | 27 de agosto de 2011   | ZE:A           |                                     |
| 7        | 3 de setembro de 2011  | -              | Aparição especial: Highlight        |
| 8        | 10 de setembro de 2011 | SISTAR         |                                     |
| 9        | 17 de setembro de 2011 | 4Minute        |                                     |
| 10       | 24 de setembro de 2011 | U-KISS         |                                     |
| 11       | 1 de outubro de 2011   | G.NA           |                                     |
| 12       | 8 de outubro de 2011   | CHI CHI        | Especial Kara                       |
| 13       | 15 de outubro de 2011  | Rainbow        |                                     |
| 14       | 22 de outubro de 2011  | -              | Aparição especial: Girls Generation |
| 15       | 29 de outubro de 2011  | FTISLAND       |                                     |
| 16       | 5 de novembro de 2011  | -              | Aparição especial: Kim Hyun-Joong   |
| 17       | 12 de novembro de 2011 | Orange Caramel |                                     |
| 18       | 19 de novembro de 2011 | Girl's Day     |                                     |
| 19       | 26 de novembro de 2011 | Secret         |                                     |
| 20       | 3 de dezembro de 2011  | INFINITE, G.NA |                                     |
| 21       | 10 de dezembro de 2011 | Rainbow, MBLAQ |                                     |
| 22       | 17 de dezembro de 2011 | Wonder Girls   |                                     |
| 23       | 24 de dezembro de 2011 | INFINITE       |                                     |
| 24       | 31 de dezembro de 2011 | -              | 1º Weekly Idol Awards               |

### 2012
| Episódio | Data de Transmissão     | Convidados                        | Notas                                               |
| -------- | ----------------------- | --------------------------------- | --------------------------------------------------- |
| 25       | 7 de janeiro de 2012    | Apink                             |                                                     |
| 26       | 14 de janeiro de 2012   | B1A4                              |                                                     |
| 27       | 21 de janeiro de 2012   | Boyfriend                         |                                                     |
| 28       | 28 de janeiro de 2012   | Dal Shabet                        |                                                     |
| 29       | 4 de fevereiro de 2012  | T-ara                             |                                                     |
| 30       | 11 de fevereiro de 2012 | MBLAQ                             |                                                     |
| 31       | 18 de fevereiro de 2012 | Teen Top                          |                                                     |
| 32       | 25 de fevereiro de 2012 | Teen Top                          | Convidado especial: Andy (Shinhwa)                  |
| 33       | 3 de março de 2012      | Jay Park                          |                                                     |
| 34       | 14 de março de 2012     | FTISLAND                          |                                                     |
| 35       | 21 de março de 2012     | Miss A                            |                                                     |
| 36       | 28 de março de 2012     | Miss A                            |                                                     |
| 37       | 4 de abril de 2012      | Haha                              |                                                     |
| 38       | 11 de abril de 2012     | Haha                              |                                                     |
| 39       | 18 de abril de 2012     | 2AM                               |                                                     |
| 40       | 25 de abril de 2012     | B1A4                              |                                                     |
| 41       | 2 de maio de 2012       | SHINee                            |                                                     |
| 42       | 9 de maio de 2012       | SHINee                            |                                                     |
| 43       | 16 de maio de 2012      | 4Minute, BtoB                     |                                                     |
| 44       | 23 de maio de 2012      | Apink                             |                                                     |
| 45       | 30 de maio de 2012      | Hyungdon and Daejun               | MCs especiais: Haha, SISTAR (Hyolyn, Soyou)         |
| 46       | 6 de junho de 2012      | Nine Muses                        |                                                     |
| 47       | 13 de junho de 2012     | INFINITE                          |                                                     |
| 48       | 20 de junho de 2012     | INFINITE                          |                                                     |
| 49       | 27 de junho de 2012     | Teen Top                          |                                                     |
| 50       | 4 de julho de 2012      | G.NA                              |                                                     |
| 51       | 11 de julho de 2012     | f(x)                              |                                                     |
| 52       | 18 de julho de 2012     | After School                      | 1° Aniversário do Weekly Idol                       |
| 53       | 25 de julho de 2012     | After School                      | 1° Aniversário do Weekly Idol                       |
| 54       | 1 de agosto de 2012     | Hello Venus, NU'EST               |                                                     |
| 55       | 8 de agosto de 2012     | Haha, Skull                       |                                                     |
| 56       | 15 de agosto de 2012    | INFINITE                          |                                                     |
| 57       | 22 de agosto de 2012    | B.A.P                             |                                                     |
| 58       | 29 de agosto de 2012    | BEAST                             |                                                     |
| 59       | 5 de setembro de 2012   | BEAST                             |                                                     |
| 60       | 12 de setembro de 2012  | Super Junior                      |                                                     |
| 61       | 19 de setembro de 2012  | Super Junior                      |                                                     |
| 62       | 26 de setembro de 2012  | Secret                            |                                                     |
| 63       | 3 de outubro de 2012    | Secret                            |                                                     |
| 64       | 10 de outubro de 2012   | Tasty, Hyungdon and Daejun        | MCs especiais: INFINITE (Sungkyu, Hoya)             |
| 65       | 17 de outubro de 2012   | ZE:A                              |                                                     |
| 66       | 24 de outubro de 2012   | BtoB                              |                                                     |
| 67       | 31 de outubro de 2012   | Orange Caramel                    |                                                     |
| 68       | 7 de novembro de 2012   | Spica, Fiestar                    |                                                     |
| 69       | 14 de novembro de 2012  | Miss A                            |                                                     |
| 70       | 21 de novembro de 2012  | Miss A                            |                                                     |
| 71       | 28 de novembro de 2012  | Block B                           |                                                     |
| 72       | 5 de dezembro de 2012   | Jewelry                           | MC Especial: Ilhoon (BtoB)                          |
| 73       | 12 de dezembro de 2012  | B1A4,                             | Aparição especial: Hyukjin (100%)                   |
| 74       | 19 de dezembro de 2012  | Girl's Day                        | MC Especial: Ilhoon (BtoB)                          |
| 75       | 26 de dezembro de 2012  | Sunggyu (INFINITE), Ilhoon (BtoB) | 2º Weekly Idol Awards MC Especial: Sohyun (4Minute) |

### 2013
| Episódio | Data de Transmissão     | Convidados                                  | Notas                                                |
| -------- | ----------------------- | ------------------------------------------- | ---------------------------------------------------- |
| 76       | 2 de janeiro de 2013    | Ailee                                       |                                                      |
| 77       | 9 de janeiro de 2013    | Yang Yo Seob (BEAST), Ilhoon (BtoB)         |                                                      |
| 78       | 16 de janeiro de 2013   | Hello Venus                                 |                                                      |
| 79       | 23 de janeiro de 2013   | Infinite H                                  |                                                      |
| 80       | 30 de janeiro de 2013   | 2YOON, Sohyun (4Minute)                     |                                                      |
| 81       | 6 de fevereiro de 2013  | Nine Muses                                  | MC Especial: Ilhoon (BtoB)                           |
| 82       | 13 de fevereiro de 2013 | Dal Shabet                                  |                                                      |
| 83       | 20 de fevereiro de 2013 | SISTAR19                                    |                                                      |
| 84       | 27 de fevereiro de 2013 | Huh Gak, Hyungdon and Daejun                | MCs Especiais: Sohyun (4Minute), Ilhoon (BtoB)       |
| 85       | 6 de março de 2013      | B.A.P                                       | Aparição Especial: Kim Bohyung (SPICA)               |
| 86       | 13 de março de 2013     | Rainbow                                     |                                                      |
| 87       | 20 de março de 2013     | 4Minute                                     | MC Especial: Ilhoon (BtoB)                           |
| 88       | 27 de março de 2013     | 4Minute                                     | MC Especial: Ilhoon (BtoB)                           |
| 89       | 3 de abril de 2013      | SHINee                                      |                                                      |
| 90       | 10 de abril de 2013     | SHINee                                      |                                                      |
| 91       | 17 de abril de 2013     | SPEED (Special Corner Segment)              | MC Especial: Ilhoon (BtoB)                           |
| 91       | 17 de abril de 2013     | Teen Top                                    |                                                      |
| 92       | 24 de abril de 2013     | BP Rania                                    |                                                      |
| 93       | 1 de maio de 2013       | INFINITE                                    |                                                      |
| 94       | 8 de maio de 2013       | INFINITE                                    |                                                      |
| 95       | 15 de maio de 2013      | Secret                                      |                                                      |
| 96       | 22 de maio de 2013      | 15&                                         |                                                      |
| 97       | 29 de maio de 2013      | B1A4                                        |                                                      |
| 98       | 5 de junho de 2013      | BtoB                                        |                                                      |
| 99       | 12 de junho de 2013     | 100%                                        |                                                      |
| 100      | 19 de junho de 2013     | Rainbow, Secret, 4Minute                    | Especial Episódio 100                                |
| 101      | 26 de junho de 2013     | Rainbow, Secret, 4Minute                    |                                                      |
| 102      | 3 de julho de 2013      | MBLAQ                                       |                                                      |
| 103      | 10 de julho de 2013     | EXO                                         |                                                      |
| 104      | 17 de julho de 2013     | A Pink                                      |                                                      |
| 105      | 24 de julho de 2013     | Girl's Day                                  | Aniversário 2 anos Weekly Idol                       |
| 106      | 31 de julho de 2013     | Jewelry                                     |                                                      |
| 107      | 7 de agosto de 2013     | INFINITE                                    | Especial de Verão 1                                  |
| 108      | 14 de agosto de 2013    | EXO                                         | Especial de Verão 2                                  |
| 109      | 21 de agosto de 2013    | BEAST                                       | Especial de Verão 3                                  |
| 110      | 28 de agosto de 2013    | BEAST                                       | Especial de Verão 3                                  |
| 111      | 4 de setembro de 2013   | B.A.P                                       | Especial de Verão 4                                  |
| 112      | 11 de setembro de 2013  | Tasty                                       | Aparição Especial: Defconn MC Especial: Bomi (Apink) |
| 113      | 18 de setembro de 2013  | BtoB                                        | Especial Chuseok                                     |
| 114      | 25 de setembro de 2013  | A-JAX, 2EYES                                |                                                      |
| 115      | 2 de outubro de 2013    | Teen Top                                    |                                                      |
| 116      | 9 de outubro de 2013    | Henry (Super Junior-M)                      | Aparição Especial: Kyuhyun (Super Junior)            |
| 117      | 16 de outubro de 2013   | LADIES' CODE                                |                                                      |
| 118      | 23 de outubro de 2013   | Block B                                     |                                                      |
| 119      | 30 de outubro de 2013   | SPICA                                       |                                                      |
| 120      | 6 de novembro de 2013   | IU                                          |                                                      |
| 121      | 13 de novembro de 2013  | IU                                          |                                                      |
| 122      | 20 de novembro de 2013  | K.Will                                      |                                                      |
| 123      | 27 de novembro de 2013  | Park Ji-yoon, Lim Kim                       |                                                      |
| 124      | 4 de dezembro de 2013   | G-Dragon                                    |                                                      |
| 125      | 11 de dezembro de 2013  | G-Dragon                                    |                                                      |
| 126      | 18 de dezembro de 2013  | Shin Bo-ra                                  |                                                      |
| 127      | 25 de dezembro de 2013  | Bomi (Apink), Ilhoon (BtoB), P.O. (Block B) | 3º Weekly Idol Awards                                |

### 2014
| Episódio | Data de Transmissão     | Convidados | Notas                                                            |
| -------- | ----------------------- | --- | ---------------------------------------------------------------- |
| 128      | 1 de janeiro de 2014    | Heechul (Super Junior) |                                                                  |
| 129      | 8 de janeiro de 2014    | Yong Jun-hyung (BEAST) |                                                                  |
| 130      | 15 de janeiro de 2014   | Secret |                                                                  |
| 131      | 22 de janeiro de 2014   | AOA |                                                                  |
| 132      | 29 de janeiro de 2014   | Rainbow |                                                                  |
| 133      | 5 de fevereiro de 2014  | History |                                                                  |
| 134      | 12 de fevereiro de 2014 | Girl's Day |                                                                  |
| 135      | 19 de fevereiro de 2014 | B1A4 |                                                                  |
| 136      | 26 de fevereiro de 2014 | BtoB |                                                                  |
| 137      | 5 de março de 2014      | B.A.P |                                                                  |
| 138      | 12 de março de 2014     | Gain |                                                                  |
| 139      | 19 de março de 2014     | CNBLUE |                                                                  |
| 140      | 26 de março de 2014     | CNBLUE |                                                                  |
| 141      | 2 de abril de 2014      | 4Minute |                                                                  |
| 142      | 9 de abril de 2014      | Apink |                                                                  |
| 143      | 16 de abril de 2014     | Crayon Pop |                                                                  |
| 144      | 30 de abril de 2014     | Bangtan Boys |                                                                  |
| 145      | 7 de maio de 2014       | BESTie, 100% |                                                                  |
| 146      | 14 de maio de 2014      | GOT7 |                                                                  |
| 147      | 21 de maio de 2014      | G.NA | Aparição especial: Ilhoon (BtoB)                                 |
| 148      | 28 de maio de 2014      | Jun Hyoseong (Secret) |                                                                  |
| 149      | 4 de junho de 2014      | Ji yeon (T-ara) |                                                                  |
| 150      | 11 de junho de 2014     | Wheesung |                                                                  |
| 151      | 18 de junho de 2014     | BEAST |                                                                  |
| 152      | 25 de junho de 2014     | INFINITE | Especial 10ª aparição do Infinite                                |
| 153      | 2 de julho de 2014      | INFINITE |                                                                  |
| 154      | 9 de julho de 2014      | AOA |                                                                  |
| 155      | 16 de julho de 2014     | Jung Joon-young |                                                                  |
| 156      | 23 de julho de 2014     | GOT7, Apink (Bomi, Namjoo, Hayoung), BtoB, Rainbow, BEAST (Doojoon, Yoseob, Dongwoon)                                                                  | Especial de 3 anos do Weekly Idol                                |
| 157      | 30 de julho de 2014     | 4Minute, Hyomin (T-ara), Nine Muses (Hyuna, Erin, Sungah, Kyungri), Boyfriend, FTISLAND (Jonghoon, Jaejin, Seunghyun), CNBLUE (Jonghyun, Minhyuk), AOA | Especial de 3 anos do Weekly Idol                                |
| 158      | 6 de agosto de 2014     | HyunA (4Minute) |                                                                  |
| 159      | 13 de agosto de 2014    | B1A4 |                                                                  |
| 160      | 20 de agosto de 2014    | Big Byung Sungjae (BtoB), N (VIXX), Hyuk (VIXX), Jackson (GOT7)                                                                                        |                                                                  |
| 161      | 27 de agosto de 2014    | Tiny-G |                                                                  |
| 162      | 3 de setembro de 2014   | KARA |                                                                  |
| 163      | 10 de setembro de 2014  | KARA |                                                                  |
| 164      | 17 de setembro de 2014  | NU'EST, Fiestar |                                                                  |
| 165      | 24 de setembro de 2014  | T-ara |                                                                  |
| 166      | 1 de outubro de 2014    | Kim Jong-min |                                                                  |
| 167      | 8 de outubro de 2014    | Teen Top |                                                                  |
| 168      | 15 de outubro de 2014   | Red Velvet |                                                                  |
| 169      | 22 de outubro de 2014   | Winner |                                                                  |
| 170      | 29 de outubro de 2014   | VIXX |                                                                  |
| 171      | 5 de novembro de 2014   | Orange Caramel |                                                                  |
| 172      | 12 de novembro de 2014  | Song Jieun (Secret) | Aparição Especial: Jung Hana (Secret)                            |
| 173      | 19 de novembro de 2014  | AOA |                                                                  |
| 174      | 26 de novembro de 2014  | Boyfriend |                                                                  |
| 175      | 3 de dezembro de 2014   | Apink |                                                                  |
| 176      | 10 de dezembro de 2014  | Kim Ian, Changjo (Teen Top) | Aparição Especial: Sweden Laundry                                |
| 177      | 17 de dezembro de 2014  | GOT7 |                                                                  |
| 178      | 24 de dezembro de 2014  | EXID |                                                                  |
| 179      | 31 de dezembro de 2014  | Big Byung Sungjae (BtoB), N (VIXX), Hyuk (VIXX), Jackson (GOT7)                                                                                        | 4º Weekly Idol Awards MCs Especiais: Bomi (Apink), Ilhoon (BtoB) |

### 2015
| Episódio | Data de Transmissão     | Convidados                                                                                                | Notas                                                     |
| -------- | ----------------------- | --- | --------------------------------------------------------- |
| 180      | 7 de janeiro de 2015    | Hong Jin-young                                                                                            |                                                           |
| 181      | 14 de janeiro de 2015   | Boys Republic                                                                                             |                                                           |
| 182      | 21 de janeiro de 2015   | Junggigo, Mad Clown, Jooyoung                                                                             |                                                           |
| 183      | 28 de janeiro de 2015   | Lizzy (After School)                                                                                      | Aparição especial: Eunkwang (BtoB)                        |
| 184      | 4 de fevereiro de 2015  | Nine Muses                                                                                                |                                                           |
| 185      | 11 de fevereiro de 2015 | 4Minute                                                                                                   |                                                           |
| 186      | 18 de fevereiro de 2015 | Jung Yong-hwa (CNBLUE)                                                                                    |                                                           |
| 187      | 25 de fevereiro de 2015 | Big Byung Sungjae (BtoB), Hyuk (VIXX), Jackson (GOT7) Chamsonyeo G.NA, So-hyun (4Minute), Young-ji (KARA) |                                                           |
| 188      | 4 de março de 2015      | Niel (Teen Top)                                                                                           | Aparição Especial: C.A.P, L.Joe, Ricky (Teen Top)         |
| 189      | 11 de março de 2015     | Rainbow                                                                                                   |                                                           |
| 190      | 18 de março de 2015     | Lovelyz                                                                                                   |                                                           |
| 191      | 25 de março de 2015     | Boyfriend                                                                                                 |                                                           |
| 192      | 1 de abril de 2015      | A Pink | Weekly Idol Especial em Saipan.                           |
| 193      | 8 de abril de 2015      | A Pink | Weekly Idol Especial em Saipan.                           |
| 194      | 15 de abril de 2015     | Berry Good, G-Friend                                                                                      |                                                           |
| 195      | 22 de abril de 2015     | K.Will |                                                           |
| 196      | 29 de abril de 2015     | FTISLAND                                                                                                  |                                                           |
| 197      | 6 de maio de 2015       | EXID |                                                           |
| 198      | 13 de maio de 2015      | CLC |                                                           |
| 199      | 20 de maio de 2015      | Kim Sung-kyu (INFINITE)                                                                                   |                                                           |
| 200      | 27 de maio de 2015      | Secret (Hana, Jieun), SISTAR (Bora, Soyou), AOA (Jimin, ChoA), Sonamoo, Monsta X, N.Flying                | 200 Episódio Especial                                     |
| 201      | 3 de Junho de 2015      | Secret (Hana, Jieun), SISTAR (Bora, Soyou), AOA (Jimin, ChoA), Sonamoo, Monsta X, N.Flying                | 200 Episódio Especial                                     |
| 202      | 10 de junho de 2015     | KARA |                                                           |
| 203      | 17 de Junho de 2015     | UNIQ (Primeira Parte)                                                                                     |                                                           |
| 203      | 17 de Junho de 2015     | Bangtan Boys                                                                                              |                                                           |
| 204      | 24 de junho de 2015     | AOA |                                                           |
| 205      | 1 de julho de 2015      | Teen Top                                                                                                  |                                                           |
| 207      | 15 de julho de 2015     | INFINITE                                                                                                  | Especial de verão                                         |
| 208      | 22 de julho de 2015     | A Pink | Especial de verão                                         |
| 209      | 29 de julho de 2015     | Beast | Especial de verão                                         |
| 210      | 5 de agosto de 2015     | Girl's Day                                                                                                | Especial de verão                                         |
| 211      | 12 de agosto de 2015    | Wonder Girls                                                                                              | Especial de verão                                         |
| 212      | 19 de agosto de 2015    | Girls Generation                                                                                          | Especial de verão                                         |
| 213      | 26 de agosto de 2015    | Girls Generation                                                                                          | Especial de verão                                         |
| 214      | 2 de setembro de 2015   | MAMAMOO                                                                                                   |                                                           |
| 215      | 9 de setembro de 2015   | APRIL | Especial dos novatos                                      |
| 216      | 16 de setembro de 2015  | Monsta X                                                                                                  | Especial dos novatos                                      |
| 217      | 23 de setembro de 2015  | RED VELVET                                                                                                | Especial dos novatos                                      |
| 218      | 30 de setembro de 2015  | CNBLUE |                                                           |
| 219      | 7 de outubro de 2015    | Lovelyz                                                                                                   |                                                           |
| 220      | 14 de outubro de 2015   | GOT7 |                                                           |
| 221      | 21 de outubro de 2015   | GFriend                                                                                                   |                                                           |
| 222      | 28 de outubro de 2015   | Seventeen                                                                                                 |                                                           |
| 223      | 4 de novembro de 2015   | Oh My Girl                                                                                                |                                                           |
| 224      | 11 de novembro de 2015  | Brown Eyed Girls                                                                                          |                                                           |
| 225      | 18 de novembro de 2015  | N.Flying                                                                                                  |                                                           |
| 226      | 25 de novembro de 2015  | EXID |                                                           |
| 227      | 2 de dezembro de 2015   | VIXX | MC Especial: Kim Sung-kyu (INFINITE)                      |
| 228      | 8 de dezembro de 2015   | TWICE | MC Especial: Kim Sung-kyu (INFINITE)                      |
| 229      | 16 de dezembro de 2015  | Bangtan Boys                                                                                              | MC Especial: Kim Heechul (Super Junior)                   |
| 230      | 23 de dezembro de 2015  | Lovelyz (Jisoo, Kei, Sujeong), GFriend (Yerin, Yuju, SinB), TWICE (Nayeon, Dahyun, Tzuyu)                 | Especial de Natal MC Especial: Kim Heechul (Super Junior) |
| 231      | 30 de dezembro de 2015  | Hayoung (APink), N (VIXX), Mina (AOA)                                                                     | 5° Weekly Idol Awards MC Especial: Bomi (Apink)           |

### 2016
| Episódio | Data de Transmissão     | Convidados                                                            | Notas |
| -------- | ----------------------- | --------------------------------------------------------------------- | --- |
| 232      | 6 de janeiro de 2016    | Lovelyz                                                               | MC Especial: Sunny (Girls Generation)                                                                     |
| 233      | 13 de janeiro de 2016   | UP10TION                                                              | MC Especial: Sunny (Girls Generation)                                                                     |
| 234      | 20 de janeiro de 2016   | Dal Shabet                                                            | MC Especial: Leeteuk (Super Junior)                                                                       |
| 235      | 27 de janeiro de 2016   | Tahiti, The Legend                                                    | MC Especial: Leeteuk (Super Junior)                                                                       |
| 236      | 3 de fevereiro de 2016  | GFriend                                                               | Especial de Ano Novo Lunar MC Especial: Jung Yonghwa (CNBLUE)                                             |
| 237      | 10 de fevereiro de 2016 | Shin Hye Sung (Shinhwa)                                               | MC Especial: Andy (Shinhwa)                                                                               |
| 238      | 17 de fevereiro de 2016 | Noel                                                                  | MC Especial: Yonghwa (CNBLUE)                                                                             |
| 239      | 24 de fevereiro de 2016 | AOA Cream                                                             | MC Especial: Doojoon (Beast)                                                                              |
| 240      | 2 de março de 2016      | Mamamoo                                                               | MC Especial: Doojoon (Beast)                                                                              |
| 241      | 9 de março de 2016      | Fiestar                                                               | MC Especial: K.Will                                                                                       |
| 242      | 16 de março de 2016     | Red Velvet                                                            | MC Especial: K.Will                                                                                       |
| 243      | 23 de março de 2016     | Cosmic Girls                                                          | MC Especial: Bomi (Apink)                                                                                 |
| 244      | 30 de março de 2016     | Block B                                                               | MC Especial: Bomi (Apink)                                                                                 |
| 245      | 6 de abril de 2016      | Junhyun (BEAST), Bora (Sistar), Solji (EXID) e Jackson (GOT7)         | MCs Especiais: Kim Heechul (Super Junior) e Hani (EXID)                                                   |
| 246      | 13 de abril de 2016     | LABOUM                                                                | Primeira transmissão do 'Idols are the Best' com Jackson (GOT7), Jooheon (Monsta X) e Dahyun (TWICE)      |
| 247      | 20 de abril de 2016     | Park Jin-Young                                                        | MCs Especiais: Kim Heechul (Super Junior) e Hani (EXID)                                                   |
| 248      | 27 de abril de 2016     | Park Jin-Young                                                        | MCs Especiais: Kim Heechul (Super Junior) e Hani (EXID)                                                   |
| 249      | 4 de maio de 2016       | TWICE                                                                 | Primeiro episódio de SinB (G-Friend) no "Idols Are The Best" (Quadro especial "Idols Are the Best" Ep. 2) |
| 250      | 11 de maio de 2016      | Lovelyz                                                               | (Quadro especial "Idols Are the Best" Ep. 3)                                                              |
| 251      | 18 de maio de 2016      | AOA                                                                   | |
| 252      | 25 de maio de 2016      | Lee Hi                                                                | (Quadro especial "Idols Are the Best" Ep. 4)                                                              |
| 253      | 1 de junho de 2016      | Akdong Musician                                                       | |
| 254      | 8 de junho de 2016      | EXID                                                                  | (Quadro especial "Idols Are the Best" Ep. 5)                                                              |
| 255      | 15 de junho de 2016     | DIA                                                                   | Hani não participa do episódio (Quadro especial "Idols Are the Best" Ep. 6)                               |
| 256      | 22 de junho de 2016     | ASTRO, KNK e 4TEN                                                     | |
| 257      | 29 de junho de 2016     | Beast                                                                 | |
| 258      | 6 de julho de 2016      | Beast                                                                 | (Quadro especial "Idols Are the Best" Ep. 7)                                                              |
| 259      | 13 de julho de 2016     | GUGUDAN e GFriend                                                     | |
| 260      | 20 de julho de 2016     | Kim Sung-kyu (INFINITE), Bomi (A Pink), Ilhoon (BtoB), Jackson (GOT7) | 5° Aniversário do Weekly Idol                                                                             |
| 261      | 27 de julho de 2016     | BtoB, GOT7, GFriend, TWICE                                            | 5° Aniversário do Weekly Idol                                                                             |
| 262      | 3 de agosto de 2016     | BtoB, GOT7, GFriend, TWICE                                            | 5° Aniversário do Weekly Idol                                                                             |
| 263      | 10 de agosto de 2016    | Oh My Girl e GOT7                                                     | |
| 264      | 17 de agosto de 2016    | —                                                                     | (Quadro especial "Idols Are the Best" Ep. 8)                                                              |
| 265      | 24 de agosto de 2016    | NCT 127                                                               | (Quadro especial "Idols Are the Best" Ep. 9)                                                              |
| 266      | 31 de agosto de 2016    | I.O.I                                                                 | |
| 267      | 7 de setembro de 2016   | Red Velvet                                                            | (Quadro especial "Idols Are the Best" Ep. 10)                                                             |
| 268      | 14 de setembro de 2016  | —                                                                     | Especial Chuseok                                                                                          |
| 269      | 21 de setembro de 2016  | INFINITE                                                              | |
| 270      | 28 de setembro de 2016  | GOT7                                                                  | Saída dos MCs Hani e Heechul                                                                              |
| 271      | 5 de outubro de 2016    | A Pink                                                                | Volta de Hyung Don como apresentador                                                                      |
| 272      | 12 de outubro de 2016   | SHINee                                                                | |
| 273      | 19 de outubro de 2016   | Dal Shabet e DIA                                                      | |
| 274      | 26 de outubro de 2016   | TWICE                                                                 | |
| 275      | 2 de novembro de 2016   | —                                                                     | Exibição de videos que não foram ao ar                                                                    |
| 276      | 9 de novembro de 2016   | BtoB                                                                  | (Quadro especial "Idols Are the Best" Ep. 11) (Exceto SinB)                                               |
| 277      | 16 de novembro de 2016  | BLΛƆKPIИK                                                             | |
| 278      | 23 de novembro de 2016  | Kyuhyun (Super Junior)                                                | |
| 279      | 30 de novembro de 2016  | ASTRO                                                                 | (Quadro especial "Idols Are the Best" Ep. 12) (Com Jooheon e Shownu)                                      |
| 280      | 7 de dezembro de 2016   | Sechs Kies                                                            | |
| 281      | 14 de dezembro de 2016  | Sechs Kies                                                            | |
| 282      | 21 de dezembro de 2016  | Lee Jin-ah, Jung Seung-hwan, Kwon Jin-ah e Sam Kim                    | Especial de natal com participação especial de Yoo Hee-yeol                                               |
| 283      | 28 de dezembro de 2016  | Jackson (Got7), Jooheon (Monsta X), Junhyung (Beast)                  | 6ª Weekly Idol Awards e MCs Especiais: Dahyun (TWICE), SinB (Gfriend)                                     |

### 2017
| Episódio | Data de Transmissão     | Convidados                                                                                | Notas                                                                                                   |
| -------- | ----------------------- | ----------------------------------------------------------------------------------------- | --- |
| 284      | 4 de janeiro de 2017    | BIGBANG                                                                                   | |
| 285      | 11 de janeiro de 2017   | BIGBANG                                                                                   | |
| 286      | 18 de janeiro de 2017   | Shinhwa                                                                                   | |
| 287      | 25 de janeiro de 2017   | Shinhwa                                                                                   | |
| 288      | 1 de fevereiro de 2017  | MOMOLAND, PENTAGON, VICTON                                                                | Especial 'Super Rookies'                                                                                |
| 289      | 8 de fevereiro de 2017  | NCT 127                                                                                   | Quadro especial com BIGBANG                                                                             |
| 290      | 15 de fevereiro de 2017 | Bolbbalgan4                                                                               | |
| 291      | 22 de fevereiro de 2017 | Cosmic Girls                                                                              | (Quadro especial 'Masked idol')                                                                         |
| 292      | 1 de março de 2017      | Lovelyz                                                                                   | (Quadro especial 'Masked idol')                                                                         |
| 293      | 8 de março de 2017      | GFriend                                                                                   | |
| 294      | 15 de março de 2017     | GOT7                                                                                      | |
| 295      | 22 de março de 2017     | Highlight                                                                                 | |
| 296      | 29 de março de 2017     | Highlight                                                                                 | Aparição especial: KNK                                                                                  |
| 297      | 5 de abril de 2017      | MONSTA X                                                                                  | (Quadro especial 'Masked idol')                                                                         |
| 298      | 12 de abril de 2017     | Oh My Girl                                                                                | (Quadro especial 'Masked idol')                                                                         |
| 299      | 19 de abril de 2017     | EXID                                                                                      | (Quadro especial 'Masked idol')                                                                         |
| 300      | 26 de abril de 2017     | Hyungdon and Daejun                                                                       | Especial Episódio 300 MCs Especiais: Heechul (Super Junior), SinB (GFriend), Hani (EXID), Ilhoon (BtoB) |
| 301      | 3 de maio de 2017       | Winner                                                                                    | |
| 302      | 10 de maio de 2017      | CROSS GENE, SF9                                                                           | |
| 303      | 17 de maio de 2017      | TWICE                                                                                     | |
| 304      | 24 de maio de 2017      | TWICE                                                                                     | |
| 305      | 31 de maio de 2017      | Triple H                                                                                  | (Quadro especial 'Masked idol')                                                                         |
| 306      | 7 de junho de 2017      | iKON                                                                                      | |
| 307      | 14 de junho de 2017     | ASTRO                                                                                     | (Quadro especial 'Masked idol')                                                                         |
| 308      | 21 de junho de 2017     | Seventeen                                                                                 | |
| 309      | 28 de junho de 2017     | Apink                                                                                     | |
| 310      | 05 de julho de 2017     | BLACKPINK                                                                                 | (Quadro especial 'Masked idol')                                                                         |
| 311      | 12 de julho de 2017     | Kim Young-Chul, Park Jae-Jung, Yoon Jong-Shin , Yoo Young Min, Kim Min Seo                | Especial Mystic Entertainment                                                                           |
| 312      | 19 de julho de 2017     | B.I.G, MAP6, Matilda                                                                      | |
| 313      | 26 de julho de 2017     | Mamamoo, GFriend                                                                          | |
| 314      | 2 de agosto de 2017     | Turbo                                                                                     | |
| 315      | 9 de agosto de 2017     | Wanna One                                                                                 | Summer Vacation Special 3                                                                               |
| 316      | 16 de agosto de 2017    | Wanna One                                                                                 | Summer Vacation Special 3                                                                               |
| 317      | 23 de agosto de 2017    | Sunmi, Kim Chung-ha                                                                       | Especial das solistas femininas                                                                         |
| 318      | 30 de agosto de 2017    | Raina, Han Dong-geun, NU'EST W, Pristin                                                   | Especial artistas da Pledis                                                                             |
| 319      | 6 de setembro de 2017   | Raina, Han Dong-geun, NU'EST W, Pristin                                                   | Especial artistas da Pledis                                                                             |
| 320      | 13 de setembro de 2017  | Weki Meki, Golden Child                                                                   | Especial 'Rookies' Aparição especial: GFriend                                                           |
| 321      | 20 de setembro de 2017  | GFriend                                                                                   | (Quadro especial 'Masked idol')                                                                         |
| 322      | 27 de setembro de 2017  | B1A4                                                                                      | Aparição especial: GFriend                                                                              |
| 323      | 4 de outubro de 2017    | GOT7, Highlight, Oh My Girl, VICTON                                                       | MBC Every1 10th Anniversary Special Parte 1                                                             |
| 324      | 11 de outubro de 2017   | Apink (Naeun, Namjoo, Hayoung), EXID, GOT7, Sunmi                                         | MBC Every1 10th Anniversary Special Parte 2                                                             |
| 325      | 18 de outubro de 2017   | Apink (Naeun, Namjoo, Hayoung), Highlight, Infinite (Dongwoo, Sungyeol, Sungjong), K.Will | MBC Every1 10th Anniversary Special Parte 3                                                             |
| 326      | 25 de outubro de 2017   | Samuel, Jung Se-woon, MXM, JBJ                                                            | Reunião especial do Produce 101 Season 2                                                                |
| 327      | 1 de novembro de 2017   | TWICE                                                                                     | |
| 328      | 8 de novembro de 2017   | Super Junior (Leeteuk, Heechul, Yesung, Shindong, Eunhyuk, Donghae)                       | |
| 329      | 15 de novembro de 2017  | Super Junior (Leeteuk, Heechul, Yesung, Shindong, Eunhyuk, Donghae)                       | |
| 330      | 22 de novembro de 2017  | Block B                                                                                   | |
| 331      | 29 de novembro de 2017  | Red Velvet                                                                                | |
| 332      | 6 de dezembro de 2017   | Rain                                                                                      | |
| 333      | 13 de dezembro de 2017  | Uhm Jung-hwa                                                                              | |
| 334      | 20 de dezembro de 2017  | EXID (Sem a Solji)                                                                        | Especial de natal                                                                                       |
| 335      | 27 de dezembro de 2017  |                                                                                           | 7º Weekly Idol Awards                                                                                   |

### 2018
| Episódio | Data de Transmissão   | Convidados                                                                           | Notas                                                    |
| -------- | --------------------- | ------------------------------------------------------------------------------------ | -------------------------------------------------------- |
| 336      | 03 de Janeiro de 2018 | Junghwa (EXID), Minhyuk e Jooheon (Monsta X), DK e Mingyu (Seventeen), Chungha       | Especial com os cães dos convidados                      |
| 337      | 10 de Janeiro de 2018 | Infinite                                                                             |                                                          |
| 338      | 17 de Janeiro de 2018 | Ikon                                                                                 |                                                          |
| 339      | 24 de Janeiro de 2018 | Wheesung,Hwanhee                                                                     |                                                          |
| 340      | 31 de Janeiro de 2018 | BoA                                                                                  |                                                          |
| 341      | 7 de fevereiro 2018   | iKON                                                                                 |                                                          |
| 342      | 14 de fevereiro 2018  | Seventeen                                                                            | Especial de ano novo lunar                               |
| 343      | 21 de fevereiro 2018  | Celeb Five (Song Eun-yi, Shin Bong-sun, Ahn Young-mi, Kim Young-hee, Kim Shin-young) |                                                          |
| 344      | 28 de fevereiro, 2018 | N.flying, Day6                                                                       | Especial de bandas (God Tier Band Special)               |
| 345      | 7 de março, 2018      | Mamamoo                                                                              |                                                          |
| 346      | 14 de março 2018      | Got7                                                                                 |                                                          |
| 347      | 21 de março 2018      | NCT                                                                                  | participação dos 18 membros.                             |
| 348      | 28 de março de 2018   | Monsta X                                                                             | último episódio com Jeong Hyeong-don & Defconn como MC's |

### 2018 - 2ª Temporada
| Episódio | Data de Transmissão | Convidados | Notas                                              |
| -------- | ------------------- | --- | -------------------------------------------------- |
| 349      | 4 de abril de 2018  | membros do Seventeen, Apink, GFriend | Episódio especial narrado por Ilhoon do BtoB       |
| 350      | 11 de abril de 2018 | Saerom (fromis_9), Ilhoon (BtoB), Chungha, Nayoung (Pristin), NRG, Mi-youn (BabyVox), JeA (Brown Eyed Girls), Bomi (Apink), JR (NU'EST), Moonbyul (Mamamoo), Solbin (Laboum), SinB (GFRIEND), Seventeen (Joshua, Wonwoo), Naeun (April), Byungchan (Victon), Momoland (Yeonwoo, JooE), Moonhee (BONUSbaby), Wanna One (Ji-sung, Sung-woon, Dae-hwi, Lai Kuan-lin) | estreia dos novos MC's Sangmin, ShinYoung e Seyoon |
| 351      | 18 de abril de 2018 | EXID (exceto Solji), The Boyz (exceto Hwall) |                                                    |
| 352      | 25 de abril de 2018 | VIXX, Snuper |                                                    |
| 353      | 2 de maio de 2018   | Gfriend, Hyeongseop X Euiwoong |                                                    |
| 354      | 9 de maio de 2018   | Lovelyz, IN2IT |                                                    |
| 355      | 16 de maio de 2018  | |                                                    |
| 356      | 23 de maio de 2018  | Victon, Dreamcatcher |                                                    |
| 357      | 30 de maio de 2018  | Família H1GHR Music (pH-1, Woogie, Sik-K, Woodie GoChild, Kim Ha-on) |                                                    |
| 358      | 06 de junho de 2018 | Fromis_9, Pristin V |                                                    |
| 359      | 13 de junho de 2018 | SHINee |                                                    |
| 360      | 20 de junho de 2018 | UNI.T |                                                    |
| 361      | 27 de junho de 2018 | Nuest W |                                                    |